# 李之珍
李之珍（1520年—？年），字席卿，號雍封，四川成都府漢州什邡縣人，明朝政治人物。

## 生平
民籍，治《春秋》，十一月十二日生，行一，由縣學生中式四川鄉試第八名舉人，會試中式第二百三十名。年三十八歲中式嘉靖四十四年乙丑科第三甲第一百名進士。吏部观政，本年六月授任巴陵县知县，隆慶二年（1568年）六月升南大理寺右评事，四年二月升工部主事，五年三月改南贵州道御史，六年九月降汝州判官，万历元年（1573年）正月升潜江知县，三年二月京察，致仕，卒。

## 家族
曾祖李本聰；祖李翼；父李樞；嫡母朱氏；生母王氏。永感下，妻周氏，兄廷諍，弟仲珍；叔珍。